# East Newark
East Newark ist eine Stadt im Hudson County des Bundesstaats New Jersey in den USA. Das U.S. Census Bureau hat bei der Volkszählung 2020 eine Einwohnerzahl von 2.594 ermittelt.

## Geographie
Nach dem amerikanischen Vermessungsbüro hat die Stadt eine Gesamtfläche von 0,3 km², davon 0,3 km² Land- und 0,1 km² (16,67 %) Wasserfläche.

## Geschichte
In East Newark ist mit dem Clark Thread Company Historic District eine Stätte im National Register of Historic Places eingetragen (Stand 15. Februar 2020). Dieser Historic District hat zudem den Status eines National Historic Landmarks.

## Demographie
Bei dem United States Census 2000 gibt es 2.377 Menschen, 767 Haushalte und 605 Familien in der Stadt. Die Bevölkerungsdichte beträgt 9.177,6 Einwohner pro km². 67,02 % der Bevölkerung sind Weiße, 1,68 % Afroamerikaner, 0,50 % amerikanische Ureinwohner, 2,52 % Asiaten, 0,04 % pazifische Insulaner, 20,99 % anderer Herkunft und 7,24 % Mischlinge. 47,54 % sind Latinos unterschiedlicher Abstammung.
Von den 767 Haushalten haben 41,9 % Kinder unter 18 Jahre. 55,0 % davon sind verheiratete, zusammenlebende Paare, 16,0 % sind alleinerziehende Mütter, 21,1 % sind keine Familien, 16,0 % bestehen aus Singlehaushalten und in 5,9 % Menschen sind älter als 65. Die Durchschnittshaushaltsgröße beträgt 3,10, die Durchschnittsfamiliengröße 3,40.
25,9 % der Bevölkerung sind unter 18 Jahre alt, 10,9 % zwischen 18 und 24, 36,7 % zwischen 25 und 44, 18,8 % zwischen 45 und 64, 7,6 % älter als 65. Das Durchschnittsalter beträgt 32 Jahre. Das Verhältnis Frauen zu Männer beträgt 100:103,9, für Menschen älter als 18 Jahre beträgt das Verhältnis 100:104,5.
Das jährliche Durchschnittseinkommen der Haushalte beträgt 44.352 USD, das Durchschnittseinkommen der Familien 46.375 USD. Männer haben ein Durchschnittseinkommen von 31.875 USD, Frauen 24.231 USD. Der Prokopfeinkommen der Stadt beträgt 16.415 USD. 12,6 % der Bevölkerung und 11,3 % der Familien leben unterhalb der Armutsgrenze, davon sind 17,7 % Kinder oder Jugendliche jünger als 18 Jahre und 8,6 % der Menschen sind älter als 65.